# Дьеп
Дьеп (фр. Dieppe, норманд. Dgieppe) — город и коммуна на северо-западе Франции, в регионе Нормандия, департамент Приморская Сена. Центр одноименного округа. Расположен в 170 км к северо-западу от Парижа. В центре города находится железнодорожный вокзал Дьеп, конечная станция линии Малоне-Ле-Ульм―Дьеп.
Население (2018) — 28 561 человек.

## География
Город расположен в исторической области Пеи-де-Ко, на побережье пролива Ла-Манш, к северо-востоку от Гавра. Лежит на берегах реки Арк, впадающей в Ла-Манш.

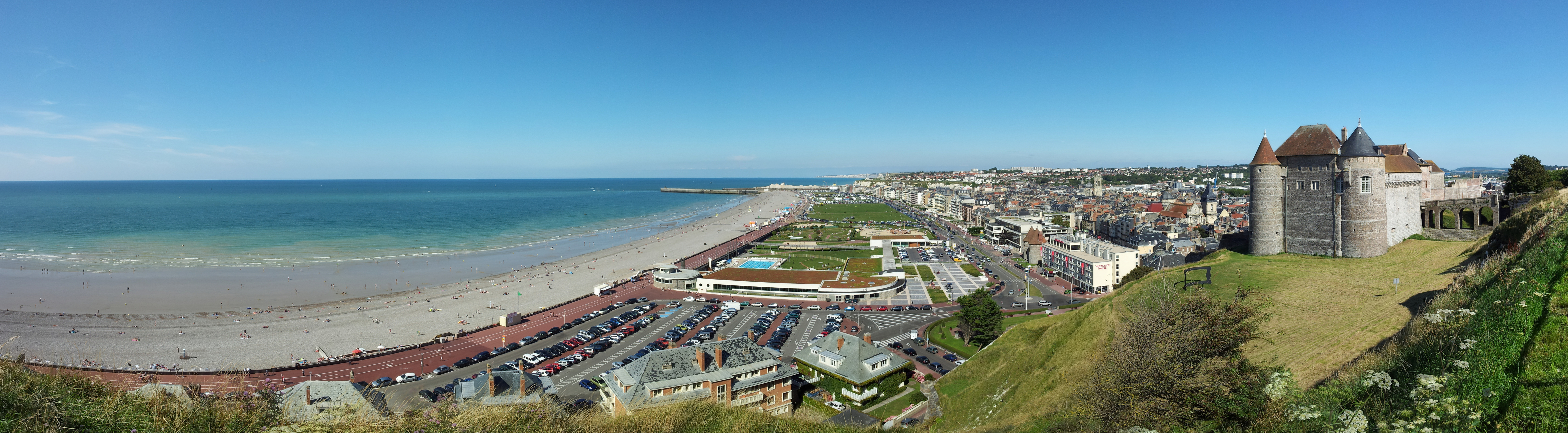
Dieppe

## История

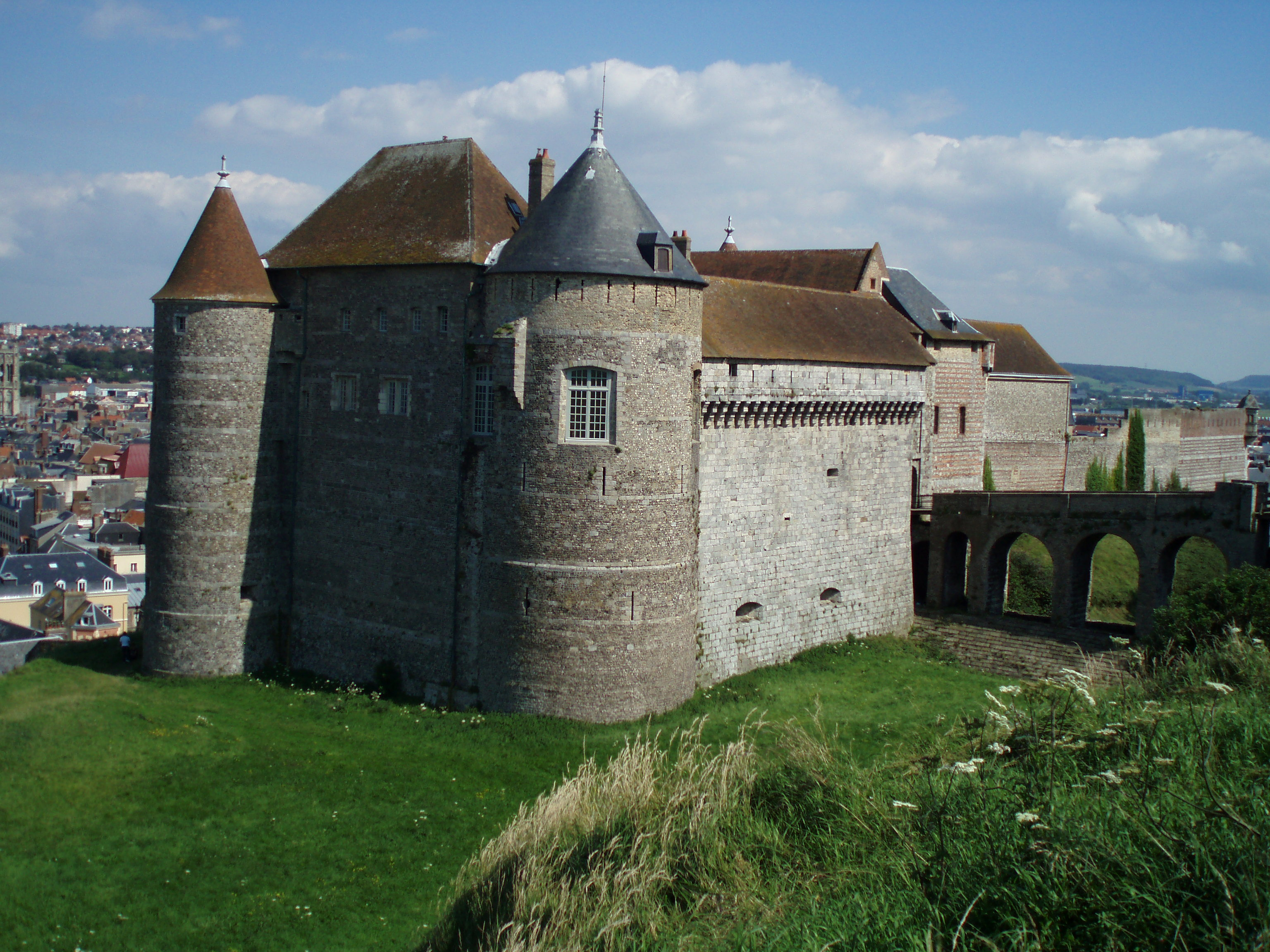
Замок Дьеп

Дьеп возник в виде небольшого рыбацкого поселения в 1030 году, но уже к Столетней войне он был важным стратегическим пунктом. В XVI веке Дьеп стал одним из главных центров национальной картографии и важным морским портом Франции. Двое из лучших штурманов Франции, Мишель Ле Вассер и его брат Томас Ле Вассер, жили в Дьепе и были приглашены присоединиться к экспедиции Рене Гулена де Лодоньер, который покинул Гавр 20 апреля 1564 и отправился во Флориду, где основал Форт Каролин — первую французскую колонию в Новом Свете. В XVII веке Дьеп был главным портом Франции; после отмены Нантского эдикта в 1685 году из Дьепа в Америку бежало свыше 3 тысяч гугенотов.
Во время Войны Аугсбургской лиги в 1694 году город был почти полностью разрушен в результате массированной бомбардировки англо-голландского флота и отстроен заново к 1696 году в традиционном стиле французского приморского города. В XIX веке Дьеп стал популярным морским курортом, в том числе у английских художников.
В августе 1942 года во время Второй мировой войны Дьеп стал местом неудавшейся высадки морского десанта союзников.
- 907: Викинги основывают поселение в устье Теллы, глубокой реки, впадающей в море, и называют её Djupr (глубокая).
- 1030: Дьеп упоминается как маленький рыболовецкий порт. После 1066 Дьеп развивается благодаря норманнам.
- 1195: Войска короля Франции Филиппа II Августа разрушили Дьеп.
- 1197: Ричард Львиное Сердце, герцог Нормандский, передаёт земли Дьепа Руанскому архиепископству.
- 1420: Дьеп оккупирован англичанами.
- 1435: Город освобожден французскими войсками под командованием капитана Шарля Демарэ.
- 1508: Два капитана, Тома Обер и Джованни да Верраццано, отплывают из Дьепа на остров Ньюфаундленд.
- 1674: Открытие первой табачной мануфактуры.
- 1715: Забастовка рабочих табачной мануфактуры.
- 1774: Открытие регулярного сообщения с Англией.
- 1791: Приватизация табачной мануфактуры. Государство упраздняет свою монополию на производство и торговлю табаком.
- 1848: Открытие железнодорожного сообщения Париж — Дьеп.
- 1889: Пассажирское сообщение с Англией становится регулярным и по расписанию благодаря паровым пассажирским судам.
- 1942: Битва за Дьеп, 19 августа 1942 года около двух дивизий канадской пехоты и английских командос попытались овладеть плацдармом во Франции. Понеся тяжелые потери, союзники эвакуировали выживших. Операция считается предтечей Нормандской операции.
- 1944: Дьеп освобожден без боевых действий, так как оккупанты покинули свои позиции до наступления союзников. Превращённый в минное поле пляж Дьепа в течение 10 лет практически недоступен для посещения.
- 1980: 1 января 1980 Невилль-ле-Дьеп (Neuville-lès-Dieppe) становится частью города.

## Достопримечательности
- Замок XII века; в настоящее время — музей
- Церковь Святого Жака XII—XVI веков в стиле пламенеющей готики
- Церковь Святого Реми XVI-XVII веков
- Набережные Дюкен и Генриха IV с большим количеством красивых зданий
- Старинный квартал Полле в центре города
- Estran Cité de la mer — научный и культурный центр, созданный для популяризации науки и техники, связанной с морем и рыболовством

## Экономика
Структура занятости населения:
- сельское хозяйство — 1,3 %
- промышленность — 9,4 %
- строительство — 3,7 %
- торговля, транспорт и сфера услуг — 42,8 %
- государственные и муниципальные службы — 42,7 %

Уровень безработицы (2017) — 23,9 % (Франция в целом —  13,4 %, департамент Приморская Сена — 15,3 %). 

Среднегодовой доход на 1 человека, евро (2018) — 17 810 (Франция в целом — 21 730, департамент Приморская Сена — 21 140).

## Демография
Динамика численности населения, чел.

## Администрация
Пост мэра Дьепа с 2017 года занимает коммунист Николя Ланглуа (Nicolas Langlois). На муниципальных выборах 2020 года возглавляемый им список коммунистов победил в 1-м туре, получив 61,41 % голосов.
| Период | Период | Фамилия          | Партия                                                       | Примечания |
| ------ | ------ | ---------------- | ------------------------------------------------------------ | --- |
| 1971   | 1989   | Ирене Буржуа     | Коммунистическая партия                                      | учитель, профсоюзный активист член Генерального совета департамента, депутат Национального собрания Франции                                              |
| 1989   | 2001   | Кристиан Кювилье | Коммунистическая партия                                      | учитель, профсоюзный активист член Генерального совета департамента, член Регионального совета Верхней Нормандии, депутат Национального собрания Франции |
| 2001   | 2008   | Эдуар Лево       | Объединение в поддержку Республики Союз за народное движение | судовладелец, член Генерального совета департамента, депутат Национального собрания Франции                                                              |
| 2008   | 2017   | Себастьен Жюмель | Коммунистическая партия                                      | помощник депутата, член Генерального совета департамента, депутат Национального собрания Франции                                                         |
| 2017   |        | Николя Ланглуа   | Коммунистическая партия                                      | таможенный контролёр, член Совета департамента |

## Города-побратимы
- Брайтон, Великобритания
- Дьеп, Канада

## Галерея

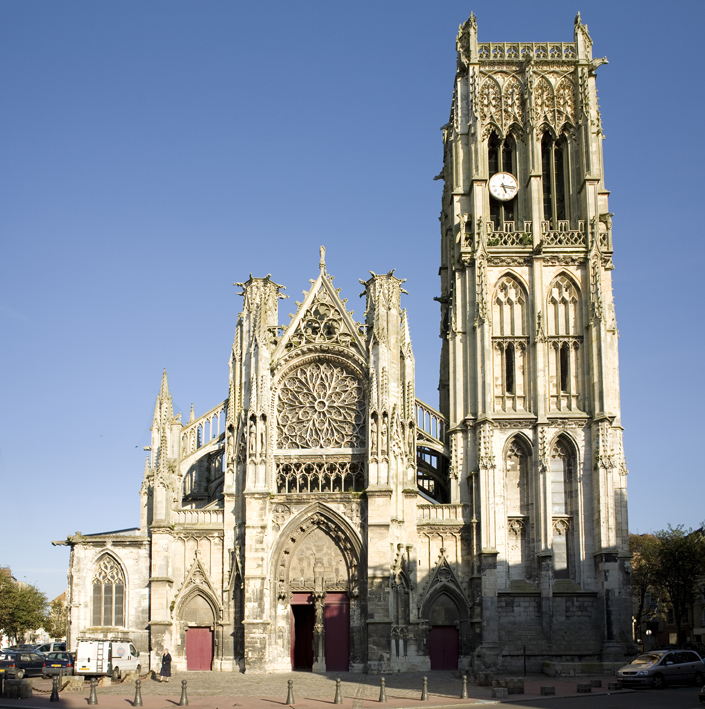
Церковь Святого Жака
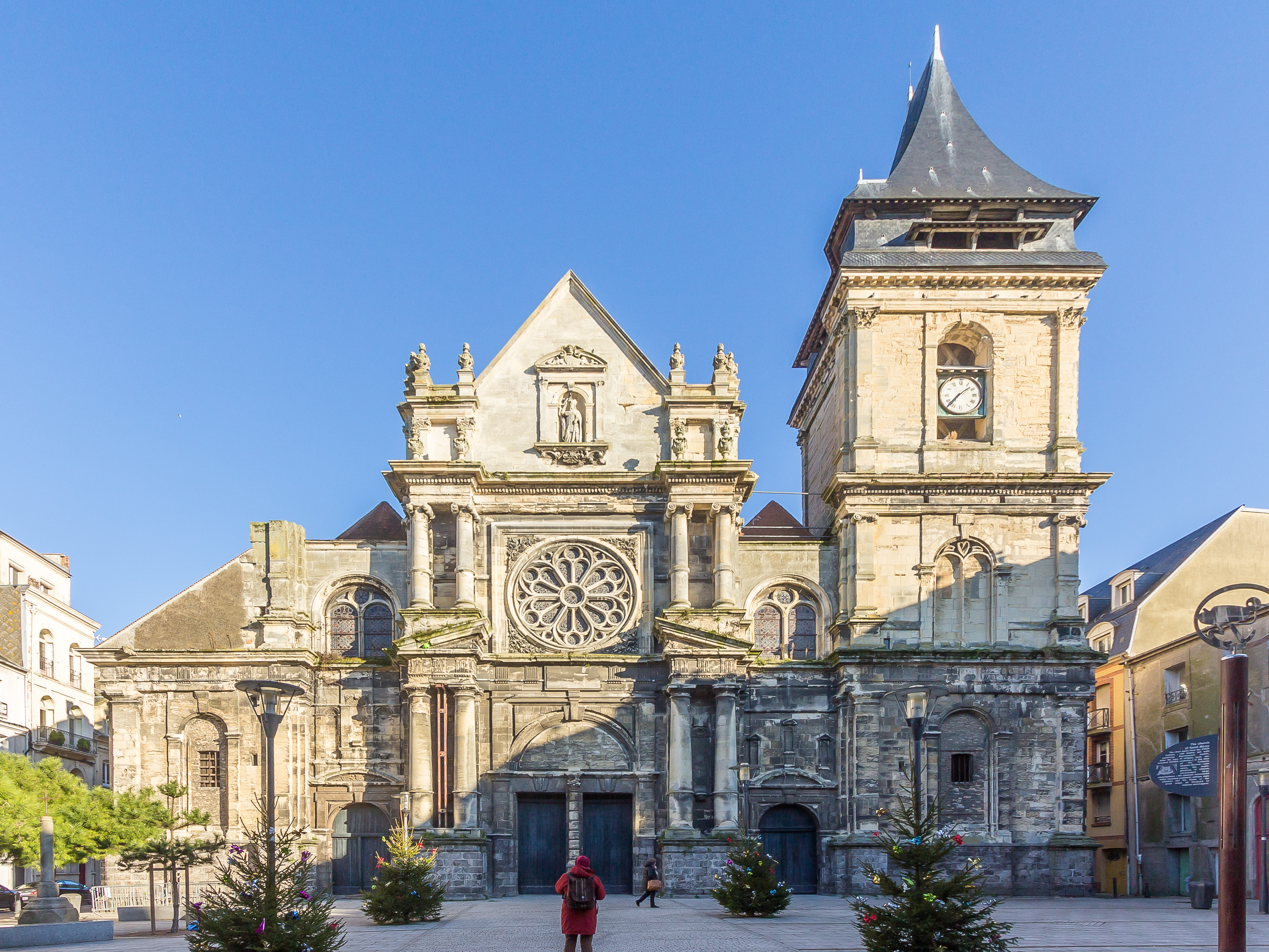
Церковь Святого Реми
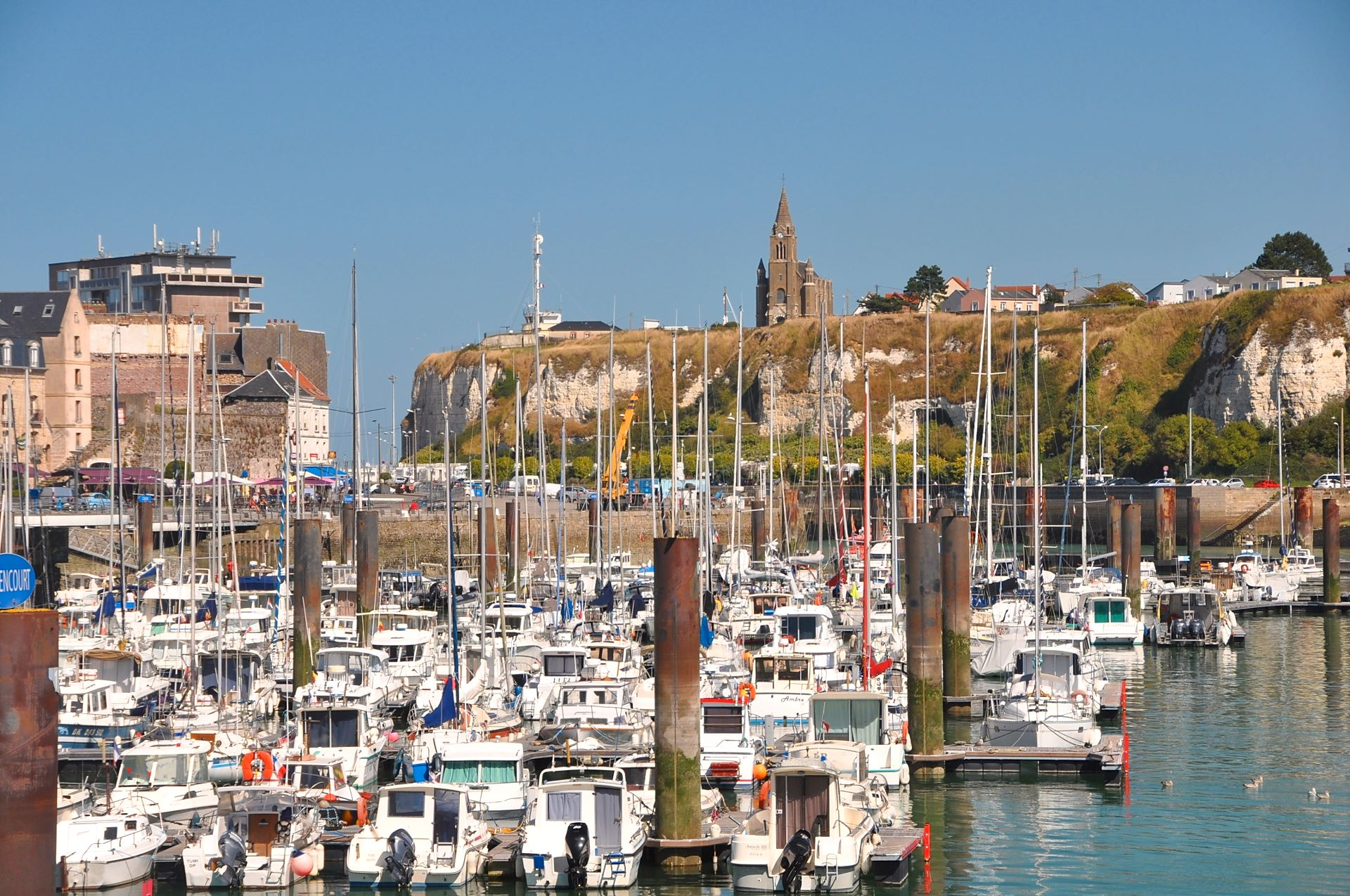
Гавань Дьепа
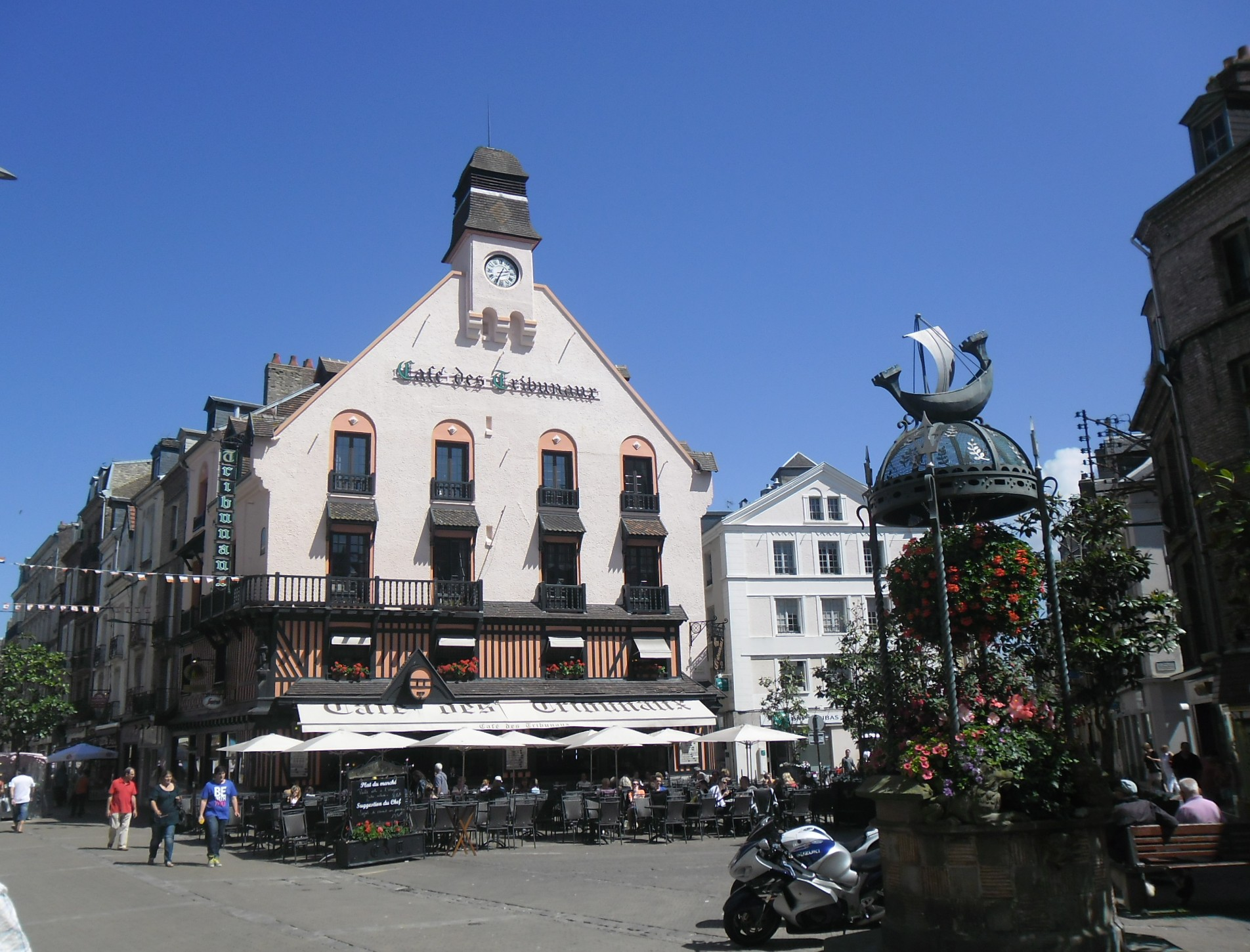
Кафе Трибюно
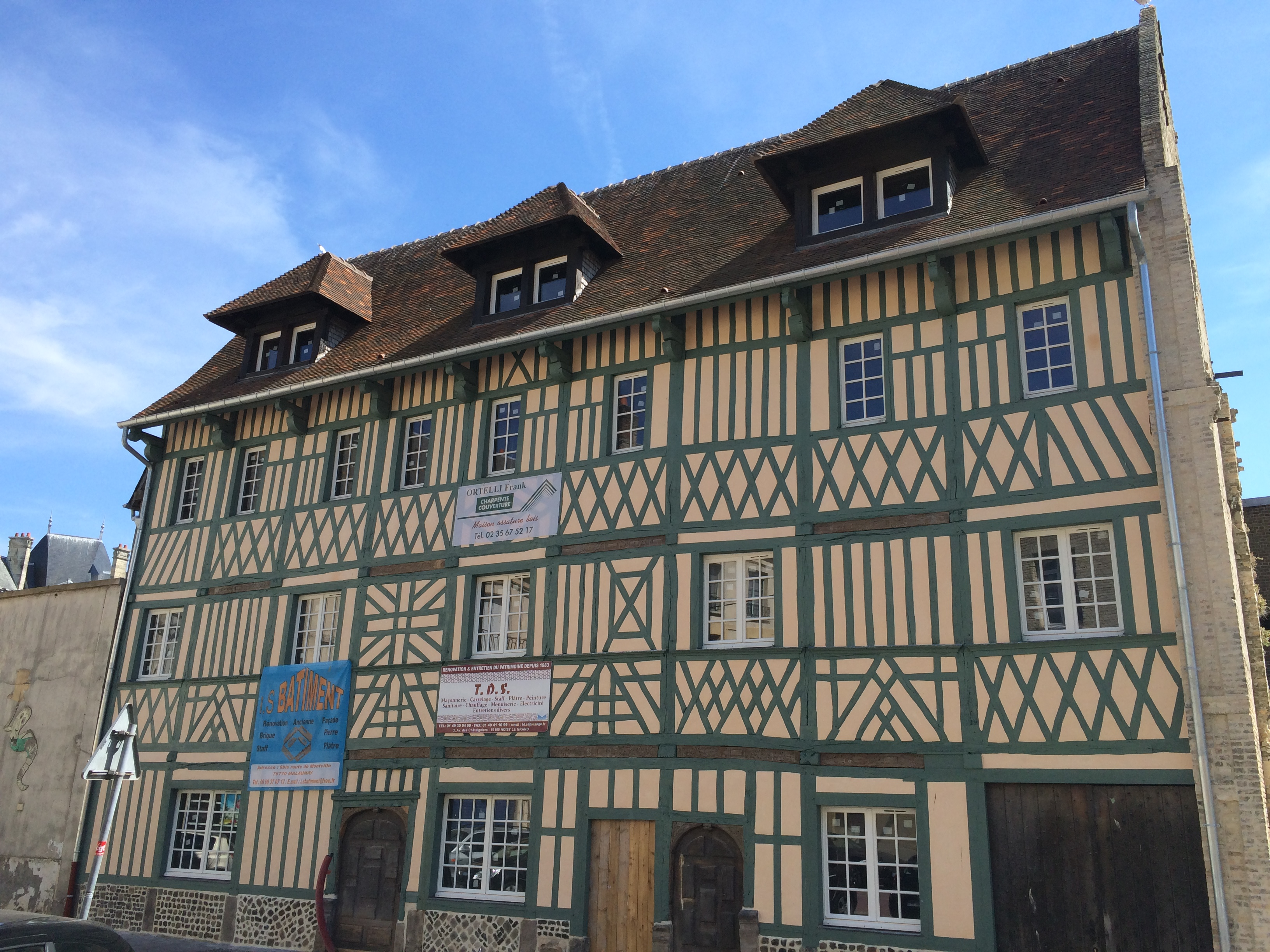
Фахверковый дом Миффан
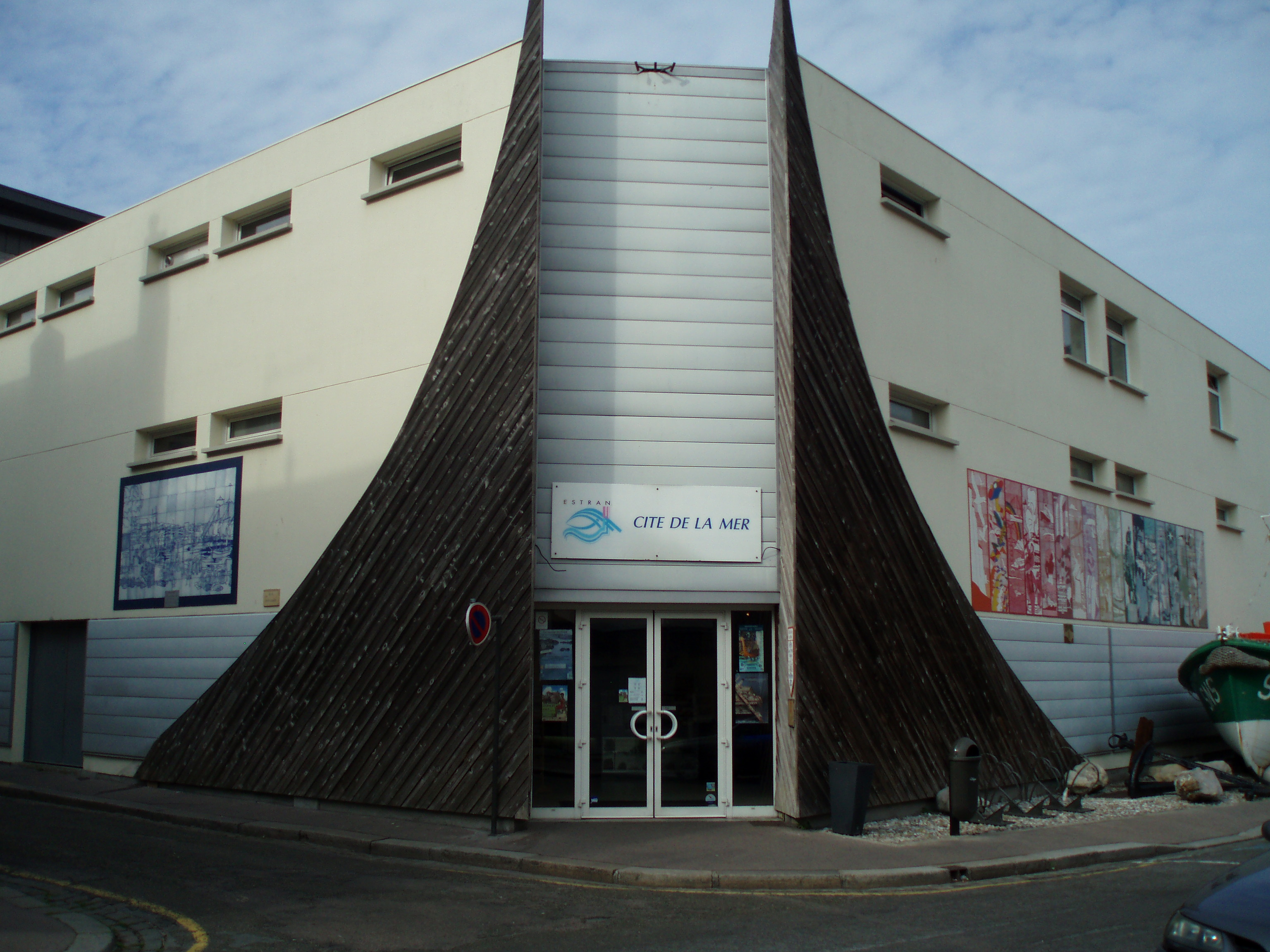
Морской центр (Estran Cité de la mer)